# Cryptoprocta
Cryptoprocta es un género de mamíferos carnívoros de la familia Eupleridae endémicos de Madagascar.

## Especies
Las dos especies conocidas se diferenciaron en 1935; hasta entonces se creía que eran la misma, pero una variedad era más grande (C.spelea); aún hoy en día hay relatos de avistamientos de fosas gigantes, pero no se han podido comprobar científicamente, aunque Goodman reconoce que podría haberlas.